# Väröbacka
Väröbacka is een plaats in de gemeente Varberg in het landschap Halland en de provincie Hallands län. De plaats heeft 521 inwoners (2005) en een oppervlakte van 94 hectare.